# بخش لون
بخش لون (به فرانسوی: Arrondissement de Laon) یک بخش در فرانسه است که در ان واقع شده‌است.